# Umm al-Banin bint Abd al-Aziz
Umm al-Banin bint Abd al-Aziz, död efter 720, var prinsessa ur Umayyaddynastin. Hon var gift med sin kusin Al-Walid I, som var kalif 705-715. 
Hon var dotter till den umayyadiska prinsen Abd al-Aziz ibn Marwan (d. 705), Egyptens vicekung, och Layla bint Suhayl. Hon gifte sig med sin kusin strax efter hans makttillträde 705. Paret fick fem barn, bland dem befälhavaren prins Abd al-Aziz ibn al-Walid. 
Hon tillrättavisade vid ett tillfälle Hadjdjadj ibn Jusuf. Under umayyadernas epok var haremet ännu inte så fullständigt könssegregerat som det skulle bli under abbasiderna: hustrur och mödrar till kaliferna tilläts fortfarande under denna tid att ge audiens till manliga gäster. Umm al-Banin bad framgångsrikt sin make om tillstånd att få träffa guvernören Al-Hajjaj av Irak och Iran, sedan han hade sagt: "women are just for pleasure, and not to be trusted with a secret or to be consukted about affairs of the state"; hon lät honom vänta länge, och kallade sedan in honom och sade: "the Caliph will not take your opinion about his women seriously. You are the most trivial person living, and this is why god has chosen you to destroy the ka'ba [during the trevolf of Ibn al-Zubayr] and kill the grandson of Calip Abu Bakr", varefter hennes jawari-slavinna visade ut honom.